# La Romana (província)
La Romana é uma província da República Dominicana. Tem 262551 habitantes (2016), dos quais 149418 na capital, a cidade de La Romana.

## Unidades territoriais
La Romana está dividida em 3 municípios:
- La Romana
- Guaymate
- Villa Hermosa

e dois distritos municipais:
- Caleta
- Cumayasa